# Ramon Álvarez
Pour les articles homonymes, voir Álvarez.
Ramón Álvarez Valdés Castañón, né à Pola de Siero (commune de Siero) en 1866 et fusillé à Madrid le 23 août 1936, est un avocat, un juge et un homme politique espagnol.

## Biographie
Député réformiste d'Oviedo en 1931, il est ministre de la justice de décembre 1933 à avril 1934. 
En 1936, il est réélu au Cortès sous les couleurs du Parti libéral républicain. 
Arrêté au lendemain du soulèvement militaire du 17 juillet 1936, il est incarcéré par les milices républicaines et fusillé le 23 août sur ordre d'un tribunal populaire improvisé tout comme le chef du Parti libéral républicain, Melquíades Álvarez.